# Brigitte Oertli
Brigitte Oertli, švicarska alpska smučarka, * 10. junij 1962, Egg, Švica.
Največji uspeh kariere je dosegla na Olimpijskih igrah 1988, kjer je osvojila srebrni medalji v smuku in kombinaciji, bronasto medaljo pa je osvojila na Svetovnem prvenstvu 1989 v kombinaciji. V svetovnem pokalu je tekmovala devet sezon med letoma 1981 in 1990 ter dosegla devet zmag in še 21 uvrstitve na stopničke. V skupnem seštevku svetovnega pokala se je najvišje uvrstila na drugo mesto v letih 1985 in 1988. Štirikrat je osvojila kombinacijski mali kristalni globus, enkrat pa je bila druga v smukaškem seštevku.